# Иниго Джоунс
Иниго Джоунс, роден на 15 юли 1573 г. в Лондон и починал също там на 21 юни 1652 г. е считан за първия голям английски архитект на неокласицизма. Известен е и като дизайнер, сценограф и художник.

## Биография
За детството и младостта на Иниго Джоунс се знае малко, с изключение на това, че баща му също се казва Иниго и е бил дърводелец. През 1603 г., след като преминава обучение в Италия, търси покровителството на датския крал Кристиан IV и работи известно време в двора му. Като поклонник на Андреа Паладио от Венеция той започва да пренася неговите идеи в северна Европа. От 1605 до 1610 г. служи като придворен художник при Анна Датска, сестра на Кристиан, която става кралица на Англия. При нея значително време Иниго Джоунс отделя на разработката на костюми и декорации за придворните представления по текстове на Бен Джонсън.
През 1613 г. отново пътува за Италия, за да изучава работите на Паладио. През следващите години от 1615 до 1642 г. Джоунс е главен придворен архитект на Джеймс I и Чарлз I. Построява с получените знания в областта на архитектурата Queen’s House в Гринуич. Трябва да прекъсне тази работа поради това, че през 1619 г. изгаря дворецът Уайтхол и трябва да се извършат възстановителните работи. При това Джоунс построява Банкетната къща, която отвътре е решена като базилика.
- Стълбището с лалетата в Queen’s House в Гринуич.
- Интериор на Банкетната къща, с таван, изрисуван от Рубенс
- „Queen’s House“ в Гринуич, построена през 1635 г.
- Банкетна къща в Лондон, построена 1622 г.